# Touch a New Day
"Touch a New Day" là ca khúc của nữ ca sĩ người Đức Lena Meyer-Landrut, được sáng tác bởi Stefan Raab. Nó được phát hành vào ngày 03 tháng 8 năm 2010; và là đĩa đơn maxi thứ hai của Lena trích từ album đầu tay của cô My Cassette Player.

## MV
MV mở đầu với cảnh một cặp vợ chông đang làm việc tại sân trước nhà, người vợ đang tưới cây còn người chồng thì đang rửa xe. Lena và bạn cô nấp đằng sau bụi cây. Cô gọi vào số điện thoại bàn ở trong nhà, người chồng vội quay vào trong nhấc máy. Tranh thủ, cô và người bạn vội nhảy lên chiếc xe hơi và vào số chuồn đi. Họ phượt rất nhiều nơi, như Pháp, Tây Ban Nha; chụp photobooth và tắm hồ. Sau đó, họ đến tiệm xe cũ của một người đàn ông và nhờ anh này gỡ trần xe. Trong một số tình huống, họ cãi nhau nhưng nhanh chóng làm lành trở lại. Ở đoạn kết, họ gặp một anh chàng bị hư xe và cho anh này đi nhờ. Buổi tối, 3 người nhóm lửa trại tại một sườn dốc gần bãi biển.

## Tracklist
| Kĩ thuật số | Kĩ thuật số       | Kĩ thuật số | Kĩ thuật số | Kĩ thuật số |
| STT         | Nhan đề           | Sáng tác    | Sản xuất    | Thời lượng  |
| ----------- | ----------------- | ----------- | ----------- | ----------- |
| 1.          | "Touch a New Day" | Stefan Raab | Raab        | 3:07        |

| Đĩa đơn maxi | Đĩa đơn maxi      | Đĩa đơn maxi               | Đĩa đơn maxi | Đĩa đơn maxi |
| STT          | Nhan đề           | Sáng tác                   | Sản xuất     | Thời lượng   |
| ------------ | ----------------- | -------------------------- | ------------ | ------------ |
| 1.           | "Touch a New Day" | Stefan Raab                | Raab         | 3:07         |
| 2.           | "We Can't Go On"  | Pär Lammers, Daniel Schaub | Raab         | 3:13         |

## Credit
- Hát chính – Lena Meyer-Landrut
- Sản xuất – Stefan Raab
- Nhạc – Stefan Raab
- Lời – Stefan Raab
- Hãng đĩa: USFO, Universal Music

## Bảng xếp hạng
| Bảng xếp hạng (2010)   | Vị trí cao nhất |
| ---------------------- | --------------- |
| Áo (Ö3 Austria Top 40) | 26              |
| Đức (Media Control)    | 13              |